# Feinzeiger

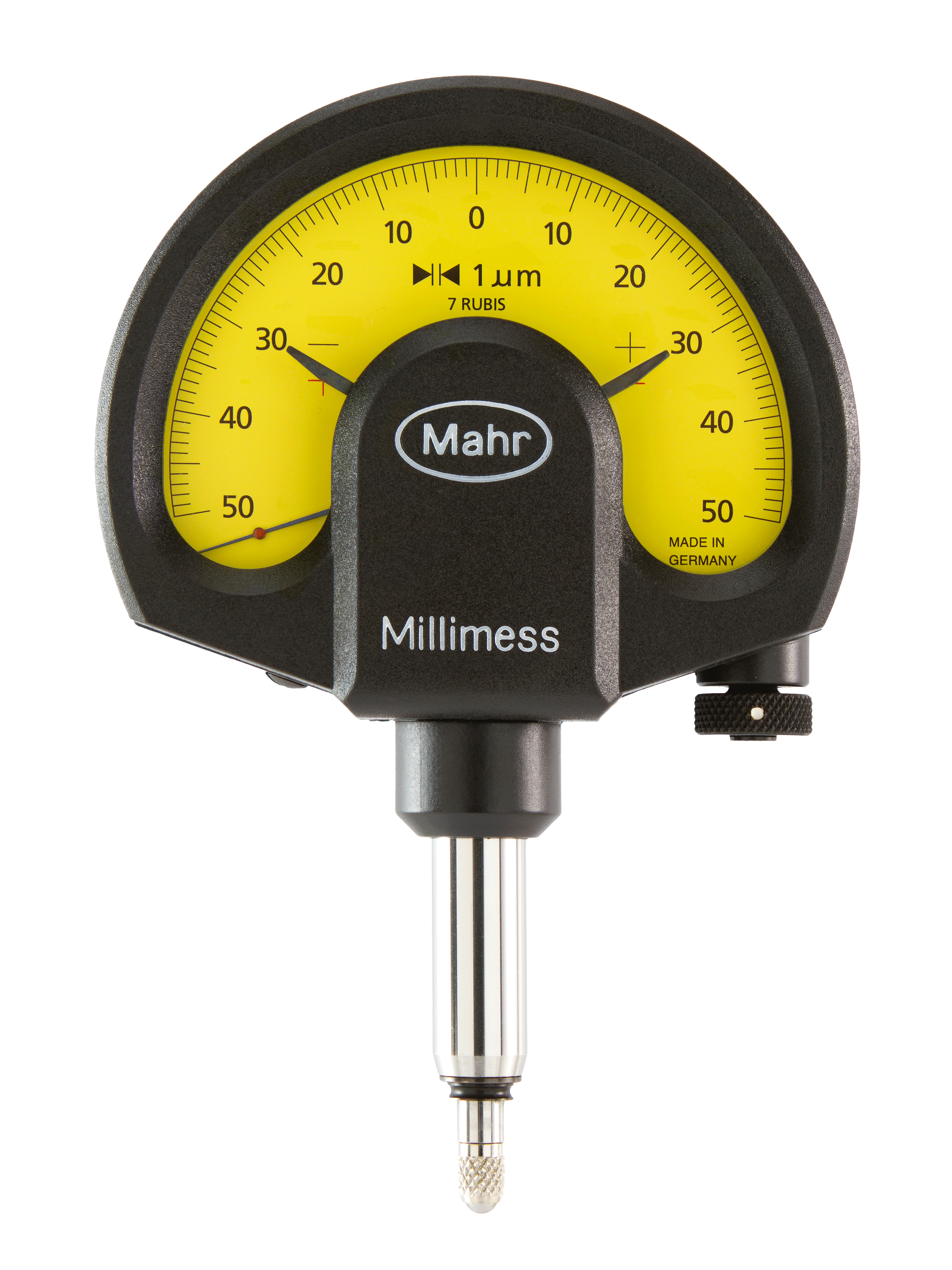
Typischer Feinzeiger der Firma Mahr (mit Toleranzmarken)

Ein Feinzeiger (oder auch Feintaster) ist ein mechanisches Messgerät zum Messen von Längen. Sie sind die genauesten mechanischen Längenmessgeräte mit einem Skalenteilungswert von meist 1 µm.
Der wesentliche Unterschied im mechanischen Aufbau zur Messuhr besteht darin, dass sie keine Zahnstange besitzen, sondern ein Hebelsystem. Dieses überträgt die Messbolzenbewegung über Zahnradsegmente und Ritzel auf den Zeiger. Dadurch ist im Gegensatz zur Messuhr keine volle Zeigerumdrehung, jedoch zum einen eine höhere Auflösung und zum anderen eine geringe Messwert-Umkehrspanne von 0,5 µm möglich.
Der Messbereich liegt in der Regel bei 50 µm oder 100 µm. Aufgrund des kleinen Messbereichs eignen sie sich wie die Messuhr und das Fühlhebelmessgerät selten zur Absolutmessung, sondern meist nur zur Unterschiedsmessung. Sehr häufig werden verstellbare Hilfszeiger mit eingebaut (wie im Bild zu sehen), um den erlaubten Toleranzbereich zu markieren und so auf einen Blick erfassen zu können, ob das geprüfte Teil innerhalb der Toleranz liegt.